# К'єрі
К'єрі (італ. Chieri, п'єм. Cher) — муніципалітет в Італії, у регіоні П'ємонт,  метрополійне місто Турин.
К'єрі розташовані на відстані близько 520 км на північний захід від Рима, 11 км на південний схід від Турина.
Населення — 36 680 осіб (2014).
Щорічний фестиваль відбувається 12 вересня. Покровитель — Santa Maria delle Grazie.

## Демографія
Населення за роками:

Станом на 1 січня 2023 року в муніципалітеті офіційно проживало 3447 іноземців з 92 країн, серед них 2004 громадяни країн Євросоюзу та 89 громадян України.

## Уродженці
- Клаудіо Маркізіо (*1986) — італійський футболіст, півзахисник.

- Роберто Розато (*1943 — †2010) — колишній італійський футболіст, захисник.

## Сусідні муніципалітети
- Андецено
- Ариньяно
- Бальдіссеро-Торинезе
- Камб'яно
- Монтальдо-Торинезе
- Павароло
- Печетто-Торинезе
- Піно-Торинезе
- Пойрино
- Рива-прессо-К'єрі
- Сантена